# Justicia Federal de La Plata
La Justicia Federal de La Plata es una de las jurisdicciones del Poder Judicial de Argentina.

## Composición
- Cámara Federal de Apelaciones de La Plata
- Juzgado Federal de La Plata número 1
- Juzgado Civil, Comercial y Contencioso Administrativo Federal de La Plata número 2
- Juzgado en lo Criminal y Correccional Federal de La Plata número 3
- Juzgado Civil, Comercial y Contencioso Administrativo Federal de La Plata número 4
- Juzgado Federal Criminal y Correccional de L.de Zamora número 1
- Juzgado Federal Criminal y Correccional de L.de Zamora número 2
- Juzgado Federal Criminal y Correccional de L.de Zamora número 3
- Juzgado Federal de Junín
- Juzgado Federal de Quilmes
- Tribunal Oral en lo Criminal Federal de La Plata número 1
- Tribunal Oral en lo Criminal Federal de La Plata número 2